# Linea Kintetsu Ikoma
La linea Kintetsu Ikoma (近鉄生駒線?, Kintetsu Ikoma sen) è una linea ferroviaria regionale a gestione privata situata nella prefettura di Nara, in Giappone, che collega la città di Ikoma con la cittadina di Ōji. La linea è caratterizzata da traffico locale e tutti i treni fermano in tutte le 12 stazioni lungo il percorso. La ferrovia è elettrificata in corrente continua ed è parzialmente a doppio binario.

## Stazioni
| Nome Giapponese | Nome Giapponese | Distanza | Interstazione | Collegamenti                                                                      | Posizione                  | Posizione |
| --------------- | --------------- | -------- | ------------- | --------------------------------------------------------------------------------- | -------------------------- | --------- |
| Ikoma           | 生駒            | -        | 0.0           | Linea Kintetsu Nara Linea Kintetsu Keihanna Funicolare Kintetsu Ikoma             | Ikoma                      | Nara      |
| Nabata          | 菜畑            | 1.2      | 1.2           |                                                                                   | Ikoma                      | Nara      |
| Ichibu          | 一分            | 1.1      | 2.3           |                                                                                   | Ikoma                      | Nara      |
| Minami-Ikoma    | 南生駒          | 1.2      | 3.5           |                                                                                   | Ikoma                      | Nara      |
| Haginodai       | 萩の台          | 1.0      | 4.5           |                                                                                   | Ikoma                      | Nara      |
| Higashiyama     | 東山            | 0.9      | 5.4           |                                                                                   | Ikoma                      | Nara      |
| Motosanjoguchi  | 元山上口        | 1.3      | 6.7           |                                                                                   | Heguri, Distretto di Ikoma | Nara      |
| Heguri          | 平群            | 1.2      | 7.9           |                                                                                   | Heguri, Distretto di Ikoma | Nara      |
| Tatsutagawa     | 竜田川          | 1.4      | 9.3           |                                                                                   | Heguri, Distretto di Ikoma | Nara      |
| Seya-Kitaguchi  | 勢野北口        | 1.4      | 10.7          |                                                                                   | Sangō Distretto di Ikoma   | Nara      |
| Shigisanshita   | 信貴山下        | 0.8      | 11.5          |                                                                                   | Sangō Distretto di Ikoma   | Nara      |
| Ōji             | 王寺            | 0.9      | 12.4          | Linea Kintetsu Tawaramoto Linea principale Kansai (Linea Yamatoji) Linea Wakayama | Ōji, Kitakatsuragi         | Nara      |